# DKV Mobility
Die DKV Mobility Holding GmbH ist ein europaweit tätiger B2B-Mobilitätsdienstleister mit Sitz in Ratingen.

## Geschichte

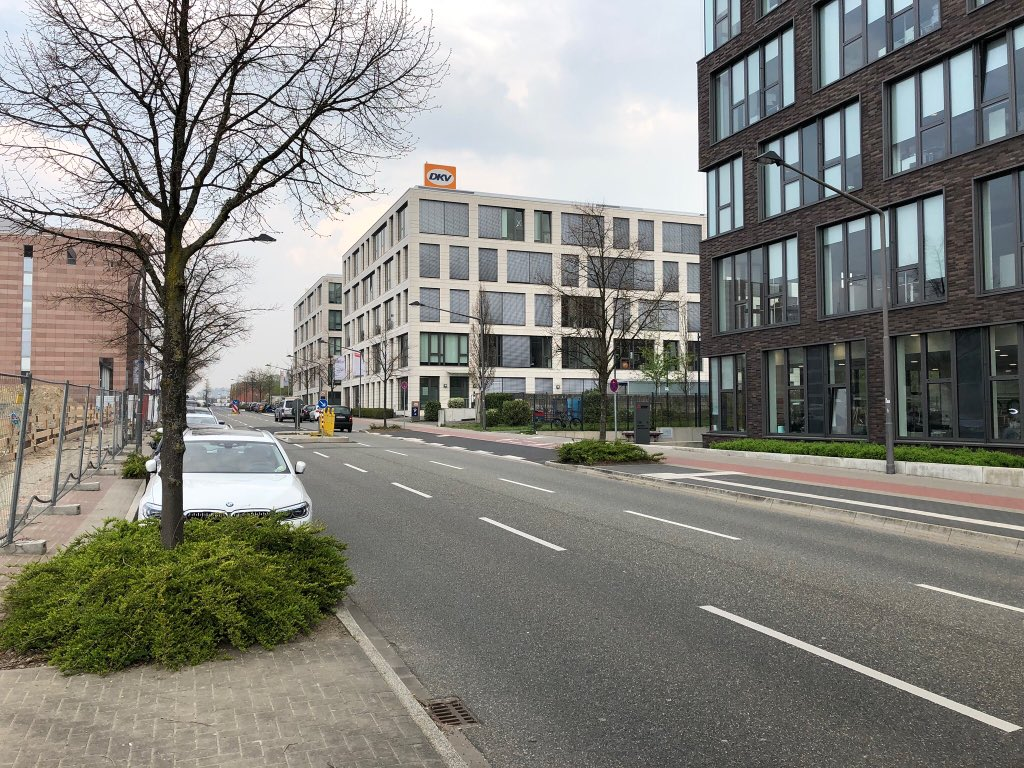
Der 2010 fertiggestellte Hauptsitz an der Balcke-Dürr-Allee

Das Unternehmen wurde 1934 in Duisburg als Deutsche Kraftverkehr GmbH gegründet. Bis 1953 organisierte und vermittelte es Straßentransporte der Deutschen Reichs- beziehungsweise Bundesbahn. 1955 wurde Dieselverkauf das neue Kerngeschäft. 1959 wurde die Hauptverwaltung nach Düsseldorf verlegt. Ein Meilenstein der Unternehmensgeschichte war 1966 die Einführung der Tankkarte DKV Card, die bargeldloses Bezahlen an zahlreichen Tankstellen unterschiedlicher Anbieter ermöglicht. In den 70er-Jahren nahm das Unternehmen zahlreiche weitere Dienstleistungen für Transportunternehmen in sein Angebot auf. In den 1990er-Jahren bot DKV Mobility erstmals europaweit eine bargeldlose Mautabwicklung an. Die kontaktlose Mauterfassung folgte als weitere Innovation 2004.
Im Dezember 2010 wurde eine neue Konzernstruktur eingeführt. 2011 verlegte die Firmengruppe ihren Firmensitz nach Ratingen. Sie richtet ihr Dienstleistungsangebot seither auch auf die Bedürfnisse von PKW-Flottenbetreibern aus. 2017 übernahm die Familie Fischer als vormaliger Mehrheitseigentümer sämtliche Anteile und ist nun alleiniger Gesellschafter. Das Unternehmen befindet sich mittlerweile in dritter Generation im Familienbesitz. Als strategischer Partner für die weitere Wachstumsstrategie stieg 2019 CVC Capital Partners Fund VII ein und erwarb Minderheitsanteile am Unternehmen. In der Folge expandiert das Unternehmen weiter stark und setzt dabei verstärkt auf Digitalisierungs- und Nachhaltigkeitslösungen für Transportunternehmen und Flottenbetreiber.
Mit den Tank- und Servicekarten von DKV Mobility können rund 407.000 aktive Kunden (Stand: 03/2025) ihre Fahrzeuge jederzeit betanken oder mit Strom laden, mit Zugang zu einem Akzeptanznetzwerk bestehend aus etwa 70.000 Tankstellen, 24.000 Tankstellen mit alternativen Kraftstoffen (Stand: 03/2025) und etwa 938.000 EV Ladepunkten (Stand: 03/2025). DKV Mobility ist zudem Anbieter von gewerblichen Mautlösungen, Servicedienstleistungen für Fahrzeuge an rund 35.000 Stationen (Stand: 03/2025) und Services zur Mehrwertsteuererstattung (VAT Refund).
Mit rund 2.700 Mitarbeitern erwirtschaftete DKV Mobility im Jahr 2024 ein Transaktionsvolumen von 19 Mrd. Euro und einen Umsatz von 839 Mio. Euro.

## Dienstleistungen und Produkte
- Tanken und Laden: Die DKV Card bietet bargeldloses Tanken und Laden an 70.000 Tankstellen (Stand: 03/2025) und etwa 938.000 Ladepunkten (Stand: 03/2025) europaweit[7]
- Mautlösungen: Länderübergreifende Mautabrechnung in zahlreichen europäischen Ländern
- Elektromobilität: Ladeservices und Ladeinfrastruktur
- Digitale Produkte: digitales Flottenmanagement und Telematikprodukte
- Zusätzliche Services: Mehrwertsteuererstattung

## Geschäftsführung
2025 übernimmt Sebastian Klauke den Posten des Chief Executive Officer für die Geschäfte von DKV Mobility. Der gebürtige Schweizer Peter Meier ist seit 2020 als Chief Financial Officer (CFO) unter anderem für die Finanzen verantwortlich.

## Unternehmensgruppe
Zur DKV-Mobility-Gruppe zählen heute folgende Unternehmen:
- DKV EURO SERVICE GmbH + Co. KG
- Alfa Commercial Finance
- Alfa Transport Services
- Lunadis
- Remobis Refund Service
- Styletronic Telematik
- SV Transportservice GmbH
- InNuce Solutions GmbH
- LIS Logistische Informationssysteme GmbH

Zusätzlich ist DKV Mobility an diesen Unternehmen beteiligt:
- Ages
- Charge4Europe
- Pace Telematics
- Toll4Europe
- VatServices
- GreenFlux
- Smart Diesel